# هاگنباخ
شهر هاگنباخدر ایالت راینلند-فالتز در کشور آلمان واقع شده‌است.